# Tipplerbach
Der Tipplerbach  ist ein etwas über 0,9 km langer Waldbach im Gebiet der Gemeinde Kainach bei Voitsberg im Bezirk Voitsberg in der Weststeiermark. Er fließt im westlichen Teil des Grazer Berglandes, in einem Waldgebiet und mündet dann von rechts kommend in den Oswaldgrabenbach.

## Verlauf
Der Tipplerbach entsteht in einem Waldgebiet auf etwa 817 m ü. A. im westlichen Teil der Katastralgemeinde Kainach, nordwestlich des Hofes Eisner.
Der Bach fließt anfangs ziemlich gerade nordnordostwärts, bildet aber nach etwa 150 Meter, kurz vor der Querung eines Waldweges einen flachen Linksbogen. Nach etwa 500 Metern und der Querung eines weiteren Waldweges bildet der Bach bis zu seiner Mündung einen weiteren Linksbogen. Etwa 150 Meter vor seiner Mündung verlässt der Tipplerbach den Wald und fließt an mehreren zur Ortschaft Breitenbach gehörenden Häusern vorbei. Etwa 50 Meter vor seiner Mündung unterquert er die Landesstraße L 341, der Kainacherstraße. Der Tipplerbach mündet nach etwa 0,9 km langem Lauf mit mittlerem Sohlgefälle von rund 22 ‰ etwa 211 Höhenmeter unterhalb seines Ursprungs direkt an der Grenze zur Katastralgemeinde Oswaldgraben in den Oswaldgrabenbach, der danach geradeaus weiterfließt.
Auf seinem Lauf nimmt der Tipplerbach keine anderen Wasserläufe auf.